# Чан Ђе
Чан Ђе (малајс. Chan Jie, кин: 陈洁; Куала Лумпур, 24. децембар 1995) малезијски је пливач чија специјалност су спринтерске трке делфин и слободним стилом. 

## Спортска каријера
Прво значајније такмичење на ком је Ћан наступио биле су Азијске игре 2018. у Џакарти где се такмичио као члан малезијске штафете 4×100 слободно која је у финалу заузела шесто место. 
Годину дана касније по први пут је наступио на првенству света које је те године одржано у корејском Квангџуу, где се такмичио у три дисциплине. Најбољи појединачни резултат остварио је у квалификацијама трке на 100 делфин које је окончао на 38. месту, док је у трци на 50 делфин заузео тек 54. место. Пливао је и за штафету 4×100 слободно која је квалификације окончала на 25. месту. 